# Hundsvedtjärnarna (västra)
Hundsvedtjärnarna (västra) är en sjö i Hudiksvalls kommun i Hälsingland och ingår i Harmångersån-Delångersåns kustområde. Sjön har en area på 0,0412 kvadratkilometer och ligger 11,4 meter över havet.

## Delavrinningsområde
Hundsvedtjärnarna ingår i det delavrinningsområde (685633-157993) som SMHI kallar för Rinner mot N M Bottenhavets kustvatten. Medelhöjden är 8 meter över havet och ytan är 3,94 kvadratkilometer. Det finns inga avrinningsområden uppströms utan avrinningsområdet är högsta punkten. Avrinningsområdets utflöde mynnar i havet, utan att ha någon enskild mynningsplats. Avrinningsområdet består mestadels av skog (75 procent). Avrinningsområdet har 0,32 kvadratkilometer vattenytor vilket ger det en sjöprocent på 8,1 procent.